# Daad Kajo
Daad Kajo (Arabisch: دعد كاجو)  (Al-Hasakah, 13 oktober 1973) is een Nederlands-Syrisch schrijfster.  

## Biografie
Kajo is de dochter van twee communistische ouders die tijdens de jaren zestig en zeventig in het geheim actief waren tegen het regime van Hafiz al-Assad. Ze komt oorspronkelijk uit de Assyrische gemeenschap. Voor zover het mogelijk was binnen de Arabische cultuur, heeft zij een vrije opvoeding gehad waarbij geen religieuze, nationale of andere ideologische invloeden direct werden uitgeoefend. Als kind schreef en illustreerde ze kinderverhalen. Later heeft ze het schrijven opgegeven voor dans. Op haar 25e verliet de sport- en danslerares Syrië en kwam in Nederland wonen.
In mei 2012 verscheen bij uitgeverij De Geus in samenwerking met het Nederlandse Oxfam Novib, haar debuut: De verleider van Damascus. De medefinancieringsorganisatie heeft het boek geschonken aan ruim 15.000 donateurs. Het boek maakt deel uit van een reeks van schrijvers uit niet-westerse landen. In mei 2013 is het boek genomineerd voor de Vrouw & Kultuur-debuutprijs. 
Kajo wordt regelmatig uitgenodigd door de media om over de burgeroorlog in Syrië te spreken. Ook publiceerde ze opiniestukken in onder andere NRC en Trouw.